# Suối Pắc Nhúng
Suối Pắc Nhúng là một con suối đổ ra Sông Gâm. Suối có chiều dài 22 km và diện tích lưu vực là 121 km². Suối Pắc Nhúng chảy qua các tỉnh Hà Giang, Cao Bằng.